# Autódromo Miguel E. Abed
Dit overzicht is mogelijk incompleet; u kunt helpen door het uit te breiden.
De Autódromo Miguel E. Abed is een circuit in de Mexicaanse plaats Amozoc, op ongeveer 30 kilometer afstand van de stad Puebla. De baan werd in 2005 geopend, en bevat een "roadcourse" en een "oval".

## Lay-out
De oval is gebaseerd op de Amerikaanse lay-out. De "roadcourse" die op het infield van de oval is aangelegd lijkt sterk op de lay-out van het Autódromo Internacional de Curitiba in Brazilië.